# 星セント
星 セント（ほし セント、1948年1月16日 - 2004年7月22日）は、日本の漫才師、俳優。本名、村山 袈娑夫（むらやま けさお）。1970年代に一世を風靡した漫才コンビ「星セント・ルイス」の1人。

## 来歴・人物
長野県長野市出身。長野中央高等学校を卒業。
高校時代から芸人を志望しており、森繁久彌・谷啓・関敬六といったコメディアンにファンレターを熱心に送る様な青年だった。ファンレターを送る中で、獅子てんや・瀬戸わんやからは「（高校を）卒業後に来る様に」と返事を貰った。高校卒業後、商業デザイナーを目指して上京。東京プリンスホテルで勤務するなど様々な職業を転々とした後、1969年にてんや・わんやへ弟子入りをする。
1972年、星ルイスと共に星セント・ルイスを結成。1977年にNHK漫才コンクールに出場して優勝（最優秀賞を受賞）。1980年には、「田園調布に家が建つ!!」といった社会風刺ネタの漫才で人気者となり、ツービート、B&B・ザ・ぼんちに先駆けて一躍、漫才ブームの火付け役となる。
しかしその思索的な性格から、澤田隆治・横澤彪などの漫才ブームの仕掛け人に対して懐疑的であり、次第に彼らとは距離を置く様になって行ってテレビの出演が激減してしまう。漫才ブーム全盛期には第一線から後退していた。不振の漫才活動の一方で、舞台役者としても活躍した。イヨネスコの『授業』やベケットの『ゴドーを待ちながら』などに出演した。
2002年には肺にガンが見つかり右肺を全摘出。セントはこの手術で声も失ったが、リハビリを行い回復した。2003年には32年間にも渡るルイスとのコンビを解消するも、最後まで漫才への情熱を捨てることはなかった。
2004年7月22日午後0時28分、右肺がんのため東京都世田谷区の病院で死去した。56歳没。また、2005年3月10日には、セントの相方のルイスも後を追うかの様に同じ病気で死去した。

## 出演

### テレビドラマ
- 少女探偵スーパーW（1979年、TBS）※2回ゲスト出演
- 鳥取砂丘殺人事件（1984年、TBS）
- 棄てられた女（1985年、TBS）
- 夫婦関係（1986年、よみうりテレビ）※「★セント」名義
- 西田敏行の泣いてたまるか 第6話「こちら突撃リポーター」（1986年、TBS / 国際放映）
- 信州八ヶ岳殺人事件（1987年、朝日放送）
- 仮面ライダーBLACK（1987年、毎日放送 / 東映）※セント名義で出演。第2話・第10話
- ペイパーハネムーン（1987年、日本テレビ）
- 美談の裏側（1989年、関西テレビ）
- 盗聴（1991年、関西テレビ）
- 十三人の目撃者（1992年、TBS）
- ラスト・フレンド（1993年、東海テレビ）
- ラブコンプレックス（2000年、フジテレビ）[3] 第2話 - 塚田昭三 役
- 監察医・篠宮葉月 死体は語る 第1話「美人医転落死は自殺!?」（2001年、テレビ東京・BSジャパン）
- 路（TBS、2003年）

### 映画
- ルージュ（1984年、にっかつ）- 引田俊介 役
- 部長の愛人 ピンクのストッキング（1986年、にっかつ）
- 落陽（1992年、日活）- 長城の密売人・孫 役
- 修羅がゆく12 北九州死闘篇（2000年、knack）- 寺田悟 役
- 極道はクリスチャン/修羅の抗争（2004年、Knack）- 田村浩一 役
- カックンカフェ（1984年、日本ヘラルド）

コンビで声の出演。

## 弟子
- ヒロミ（B21-SPECIAL B21スペシャル）

B21スペシャルは、セントが亡くなった2日後に『笑わず嫌い王決定戦』にて久しぶりに漫才を披露し、それが師匠セントのネタを盗んだものであることを語った。
- ホンキートンク
- M24-DELUXE（コンビ）
- A47-ALMIGHTY（トリオ）